# Tano (singolo)
(Paolo Giordano su Tano, da il Giornale.it,15 aprile 2018)
Tano è un singolo della cantautrice italiana Carmen Consoli, pubblicato in vinile 7'' il 13 aprile 2018 come secondo estratto dal terzo album dal vivo Eco di sirene.

## Descrizione
La canzone è in gran parte scritta e cantata in dialetto catanese. L'introduzione parlata, l'argomento, il metodo narrativo avvicinano molto lo stile a quello del tradizionale folk siciliano e di Rosa Balistreri, cantastorie licatese.
Il brano racconta di Tano, conosciuto con il soprannome di Mancia'minna perché allattato dalla madre per dieci anni, attraverso le parole della moglie. La figura che emerge dell'uomo è quella tipicamente patriarcale del "padre padrone", tirannico e oppressivo.
Il testo si apre a sera con la moglie in attesa dell'uomo «doppu tri gghiorna di caccia e di corna», ovvero "dopo tre giorni di caccia e di tradimenti". La donna si appresta a preparare la tavola per il pasto, o meglio "per Tano", in salotto e non in cucina, poiché è lontana e c'è caldo, precisando che non bisogna fare domande al marito, il quale è stanco e deve guardare il Gran premio in televisione.
Nelle strofe finali, invitando ironicamente ad applaudire il marito, la donna spiega che in realtà Tano ha comprato tre lepri e una quaglia al mercato e non è stato a caccia, giacché per sparare ci vogliono forza, coraggio e "pendenti d'acciaio". Essendo stata l'uscita di caccia una scusa, si ripete dunque che Tano è stanco, ma di inventare bugie e di farsi lavare mutande.
Più volte nel testo si mettono in risalto gli stati d'animo della donna che narra la storia, la quale non vede l'ora sia giorno per illuminare la casa "piena di buio e di rabbia", che vorrebbe volare "senza catene e camicie da stirare", che prega la Vergine Maria chiedendole in grazia "un principe" capace di dimostrarle affetto dopo "una vita di penitenza". La canzone - specifica la cantautrice - è infatti una critica contro il sistema patriarcale, ma anche contro "chi subisce senza far nulla":

## Tracce
Download digitale
1. Tano – 4:09

Vinile 7'' 45 Giri
1. Uomini topo – 3:36
2. Tano – 4:09

## Formazione
- Carmen Consoli – voce, chitarra acustica
- Elena Guerriero – sintetizzatore, tastiera